# Lawana conspersa
Lawana conspersa är en insektsart som först beskrevs av Walker 1851.  Lawana conspersa ingår i släktet Lawana och familjen Flatidae. Inga underarter finns listade i Catalogue of Life.